# Списак позивних бројева у Грчкој
Позивни бројеви у Грчкој користе се за телефонске позиве и комуникацију са различитим регионима, градовима, као и за мобилне телефоне. Систем позивних бројева у Грчкој је организован према географским подручјима, као и врстама телефонских мрежа (фиксни телефони и мобилни телефони). Позивни бројеви у Грчкој почињу са +30 када се позивају из иностранства, док се за позиве унутар земље користе само локални бројеви.

## Основне информације о позивним бројевима у Грчкој
- Позивни број за Грчку: +30
- Позиви из земље: За позиве унутар Грчке, позивни број се користи у комбинацији са локалним бројем.
- Мобилни телефони: Мобилни телефони у Грчкој почињу са различитим префиксима који се разликују у зависности од мобилног оператера.

## Географски позивни бројеви
Позивни бројеви у Грчкој су организовани тако да први број у позивном броју указује на регионални или локални код. Генерално, позивни бројеви за фиксне телефоне почињу са цифрама од 2 до 9, док су мобилни бројеви резервисани за бројеве који почињу са цифрама 6.

#### Позивни бројеви по региону
1. Атина (главни град) и Аттика:
  - Позивни број: 210
2. Тесалоники (други по величини град):
  - Позивни број: 231
3. Патра:
  - Позивни број: 261
4. Ираклион (највећи град на Криту):
  - Позивни број: 281
5. Ретимно (Крит):
  - Позивни број: 283
6. Ханија (Крит):
  - Позивни број: 282
7. Лариса:
  - Позивни број: 241
8. Волос:
  - Позивни број: 242
9. Пиреј (порто град Атике):
  - Позивни број: 210 (исти као и Атина)

#### Други значајни градови
- Лариса: 241
- Кос: 2242
- Каламата: 2721
- Едеса: 2381
- Коринт: 2741
- Аргос: 2751
- Халкида: 2221

## Мобилни позивни бројеви
Мобилни телефони у Грчкој имају посебне позивне бројеве који се разликују у зависности од мобилног оператера. Сви мобилни бројеви почињу цифром 6, након чега следи код мобилног оператера. Овде су неки од главних оператера и њихови позивни бројеви:
1. COSMOTE:
  - Позивни број: 69
2. Vodafone:
  - Позивни број: 69
3. Wind:
  - Позивни број: 69

Сви мобилни оператери у Грчкој имају исти префикс 69, али бројеви се разликују у зависности од оператера.

### Примери позивних бројева
1. Атина:
  - Фиксни број: 210 1234567
2. Тесалоники:
  - Фиксни број: 231 2345678
3. Мобилни број COSMOTE:
  - Мобилни број: 69 12345678

## Позиви из иностранства
Када позивате Грчку из иностранства, потребно је да користите међународни позивни број за Грчку, који је +30, а затим број који желите да позовете. На пример, ако желите да позовете фиксни број у Атини, позивни број ће бити +30 210 1234567.

## Закључак
Позивни бројеви у Грчкој су добро организовани и омогућавају лако идентификовање регија, градова и оператера. За фиксне телефоне, позивни бројеви су углавном подељени по географским регионима, док мобилни телефони користе унифициране префиксе за различите оператере. Познавање ових бројева је важно за ефикасну комуникацију са различитим деловима Грчке и из других земаља.